# Auriculariaceae
Auriculariaceae é uma família de fungos da ordem Auriculariales que integra o grupo de macrofungos conhecidos por heterobasidiomicetos, ou fungos gelatinosos, por apresentarem basidiocarpos gelatinosos que produzem esporos em basídios separados. São conhecidas cerca de 100 espécies destes fungos, com uma ampla distribuição natural, todas elas consideradas saprotróficas, a maioria das quais crescendo sobre material lenhoso em decomposição. Os corpos frutificantes de diversas espécies do género Auricularia são cultivados comercialmente para fins culinários, especialmente na China.

## Descrição
A maioria das espécies pertencentes à família Auriculariaceae produzem basidiocarpos (corpos frutificantes) gelatinosos, preferindo como substrato madeira em decomposição. Em algumas espécies os basidiocarpos são conspícuos, em forma de orelha, de botão, de lóbulo ou de exsudado. Os seus himenóforos (superfícies portadoras de esporos) podem ser lisos, verrucosos, venados ou espinhosos. Algumas espécies, no entanto, produzem corpos frutificantes secos e coriáceos, semelhantes a frutos secas, que se assemelham aos basidiocarpos dos fungos corticioides.

## Taxonomia
A família Auriculariaceae foi inicialmente proposta em 1897 pelo micologista alemão Gustav Lindau para acomodar o conjunto de espécies de macrofungos que apresentavam basidiocarpos do tipo gimnocárpico (com o himénio exposto) e que produziam basídios "auricularioides" (grosseiramente em forma de orelha humana, com uma estrutura central tendencialmente cilíndrica com septos laterais). O agrupamento incluía, para além do género Auricularia, os géneros Platygloea, Jola, Saccoblastia e Stypinella (= Helicobasidium). Em 1922, o micologista britânico Carleton Rea redefiniu a família para conter os géneros Auricularia, Eocronartium, Helicobasidium, Platygloea e Stilbum. Tanto Lindau como Rea colocaram a família na ordem Auriculariales, mas alguns autores subsequentes têm colocado esta família na ordem Tremellales.
Uma revisão radical deste taxon foi levada a cabo em 1984, quado o micologista americano Robert Bandoni usou microscopia de transmissão electrónica para estudar a ultraestrutura dos poros septais dos Auriculariales. Este estudo revelou que espécies de fungos com basídios "auricularioides" não são necessariamente estreitamente aparentados e que os Auricularia tinham mais em comum com os Exidia e os seus similares com basídios "tremeloides" do que com outros fungos auricularioides.  Em consequência, Bandoni limitou a família Auriculariaceae ao género Auricularia.
O recurso a técnicas da filogenética molecular, baseada na análise cladística de sequências de DNA, confirmou que a família Auriculariaceae pertence à ordem Auriculariales, mas também indicou que a família não pode ser facilmente distinguida da família Exidiaceae. A circunscrição precisa de famílias no interior da ordem ainda não é clara, mas um clade contendo as espécies de Auricularia e Exidia (acrescidas das espécies próximas) constitui actualmente a família Auriculariaceae.

## Distribuição e habitat
Todas as espécies conhecidas da família Auriculariaceae são consideradas saprotrofos, a maioria dos quais crescendo sobre substratos de material lenhoso em decomposição. Como grupo, a sua distribuição natural é do tipo cosmopolita. Uma estimativa, feita em 2008, considerava que a família Auriculariaceae continha 7 géneros e mais de 100 espécies.

## Usos
Diversas espécies desta família são comestíveis, e duas delas, Auricularia auricula-judae e Auricularia polytricha, são objecto de cultura comercial, particularmente na China e Sueste da Ásia. Os cogumelos produzidos são comercializados secos, inteiros ou em pó, sob a designação comercial de cogumelo-negro ou cogumelo-orelha.